# 31907 Wongsumming
31907 Wongsumming è un asteroide della fascia principale. Scoperto nel 2000, presenta un'orbita caratterizzata da un semiasse maggiore pari a 2,2413208 au e da un'eccentricità di 0,1231688, inclinata di 1,87747° rispetto all'eclittica.
L'asteroide è dedicato allo studente hongkonghese Wong Sum Ming Simon.